# 陈德荣 (中国官员)
陈德荣（1961年3月—），浙江永嘉人；武汉钢铁学院冶金系钢铁冶金专业毕业，工学硕士学位、高级工程师。1992年3月加入中国共产党。曾任中共浙江省委常委、温州市委书记，浙江省人民政府副省长，中国宝武钢铁集团有限公司董事长、党委书记等职。

## 生平
大学毕业后，陈德荣被分配到杭州钢铁厂工作；历任厂技术开发处处长助理、副处长，转炉炼钢分厂副厂长、厂长；后担任浙江冶金集团（杭州钢铁集团公司）副总经理。

### 浙江省
1998年4月，陈德荣调任嘉兴市副市长，开启从政之路；后历任市委常委、常务副市长，市委副书记、嘉兴市代市长、市长。2007年8月，出任中共嘉兴市委书记。2010年7月，升任浙江省人民政府副省长、兼中共温州市委书记。在主政温州期间，正值全球金融危机，当地经济受民间借贷危机、中小企业资金链断裂、房地产泡沫破裂等严重影响，陈德荣推进改革，以勤政出名，曾经因为劳累三度晕倒。2012年6月，在中共浙江省第十三届委员会第一次上，当选省委常委。2013年6月起，任中共浙江省委常委、浙江生态省建设工作领导小组副组长，省新农村建设领导小组副组长。

### 宝钢
2014年7月，调任宝钢集团有限公司，任集团总经理，并兼任宝钢集团旗下的宝钢股份董事长。2016年10月31日，任新重组的中国宝武钢铁集团有限公司总经理、董事、党委副书记，2018年6月28日升任董事长、党委书记。